# Mitsubishi Regional Jet
Mitsubishi Regional Jet viết tắt MRJ là máy bay dân dụng khu vực 2 động cơ, chứa khoảng từ 70–90 hành khách, được sản xuất bởi Mitsubishi Aircraft Corporation, được đầu tư bởi Mitsubishi Heavy Industries và Toyota Motor Corporation được phụ giúp thiết kế bởi Fuji Heavy Industries, một hãng liên kết với Toyota là và đồng thời cũng là một hãng sản xuất máy bay. Nó sẽ là phi cơ đầu tiên được thiết kế và sản xuất tại Nhật Bản kể từ chiếc NAMC YS-11 vào thập niên 1960 đã gây ra nhiều khoản lỗ. Nó cất cánh lần đầu tiên vào tháng 11 năm 2015, và dự định giao hàng vào năm 2017. MRJ sẽ cạnh tranh với các chiếc máy bay Embraer E-Jets, Bombardier Canadair Regional Jet và Sukhoi Superjet 100.Dòng máy bay này đã được thông báo ngừng sản xuất khiến nó trở thành niềm vui hụt của người Nhật.

## Lịch sử
2003 bộ thương mại và công nghệ Nhật đã ủy nhiệm cho nghiên cứu về máy bay khu vực 30 chỗ ngồi. Cho tới khi chương trình chính thức bắt đầu vào tháng 3 năm 2008 thì họ dự định chế tạo máy bay từ 70 tới 90 chỗ ngồi sau khi được đặt hàng bởi All Nippon Airways. chiếc máy bay đầu tiên bắt đầu được chế tạo vào ngày 30 tháng 9 năm 2010. Tuy nhiên mãi tới tháng 11 năm 2015, chiếc máy bay đầu tiên mới được cất cánh, dự định sẽ giao hàng vào quý nhì 2017. Đến nay, công ty đã nhận được đơn đặt hàng cho 223 chiếc.
Nỗ lực của Nhật Bản để thành lập công ty sản xuất máy bay thương mại nội địa đầu tiên thất bại, khi công ty chế tạo nó là Mitsubishi chỉ bán được 182 chiếc. Tuy nhiên, Mitsubishi lại hưởng lợi từ chương trình này, thắt chặt quan hệ với hãng Boeing, và trở thành nhà cung cấp chính cũng như đối tác của công ty này. Tập đoàn Mitsubishi và tập đoàn ôtô Toyota mỗi bên sở hữu 10% công ty MRJ.

## Động cơ
MRJ được vận chuyển bởi 2 động cơ tuốc bin phản lực cánh quạt loại mới gọi là (geared turbofan), Pratt & Whitney PW1000G, làm cho động cơ ít hao nhiên liệu và ít ồn hơn. Động cơ này có tên là PW1217G cho máy bay Mitsubishi Regional Jet và PW1524G cho Bombardier CSeries. Số đầu là loại động cơ, số thứ 2 dành cho khách hàng, số 0 cho Boeing, 1 cho Airbus (A320neo), 2 cho Mitsubishi, 4 cho Irkut của Nga (MS-21) và 5 cho Bombardier. (số 3, người châu Á kỵ nên được bỏ trống).

## Thông số

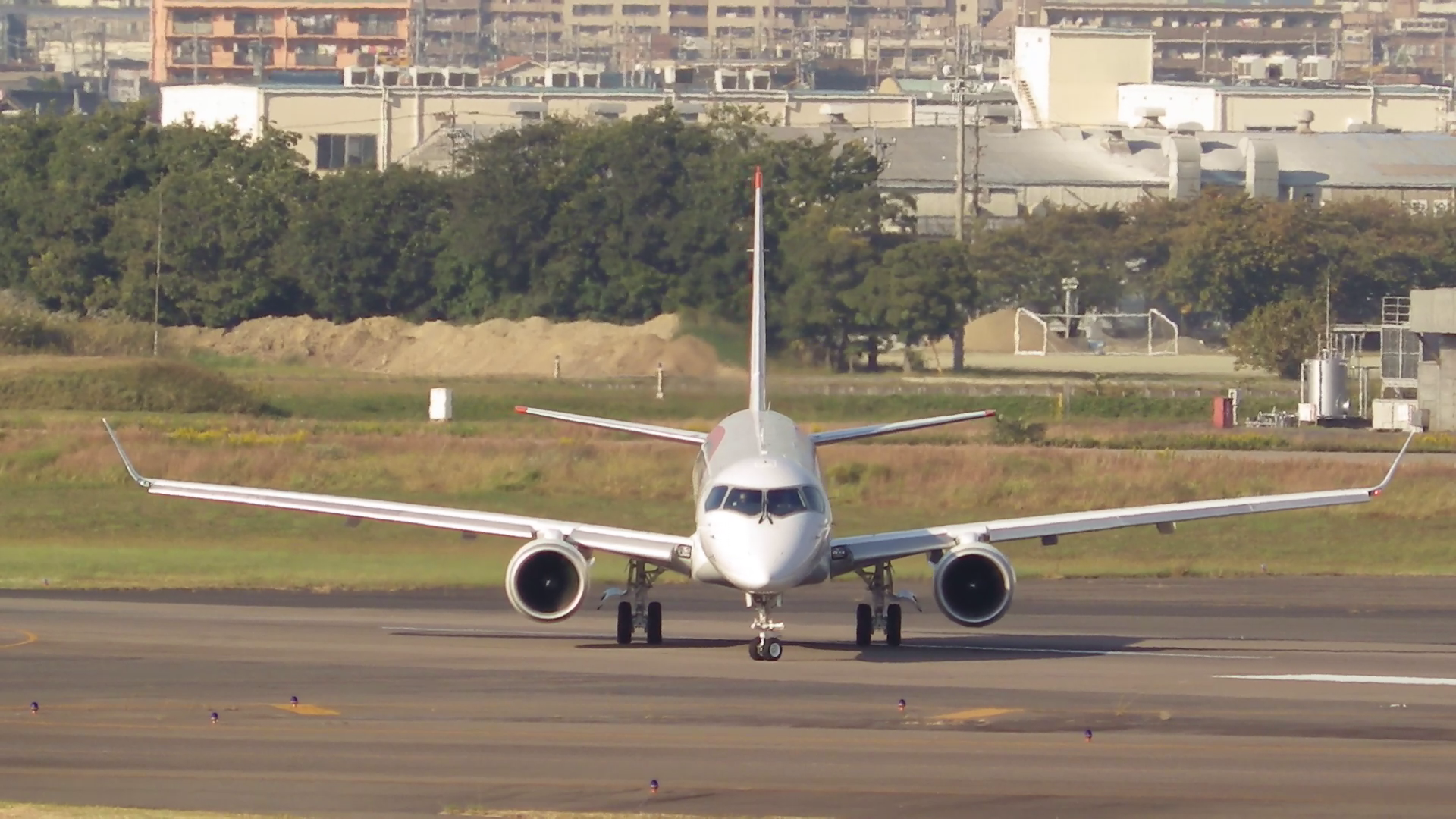
MRJ nguyên mẫu

Có sáu phiên bản được lên kế hoạch sử dụng hai chiều dài thân máy bay khác nhau:
|                                        | MRJ70STD                                                    | MRJ70ER                                                     | MRJ70LR                                                     | MRJ90STD                                                        | MRJ90ER                                                         | MRJ90LR                                                         |
| -------------------------------------- | ----------------------------------------------------------- | ----------------------------------------------------------- | ----------------------------------------------------------- | --------------------------------------------------------------- | --------------------------------------------------------------- | --------------------------------------------------------------- |
| Số khách                               | 78 dãy ghế cấu hình 2+2 (74 cm (29 in) seat pitch)          | 78 dãy ghế cấu hình 2+2 (74 cm (29 in) seat pitch)          | 78 dãy ghế cấu hình 2+2 (74 cm (29 in) seat pitch)          | 92 dãy ghế trong 4 hàng cấu hình 2+2 (74 cm (29 in) seat pitch) | 92 dãy ghế trong 4 hàng cấu hình 2+2 (74 cm (29 in) seat pitch) | 92 dãy ghế trong 4 hàng cấu hình 2+2 (74 cm (29 in) seat pitch) |
| Chiều dài                              | 33,4 m (109,6 ft)                                           | 33,4 m (109,6 ft)                                           | 33,4 m (109,6 ft)                                           | 35,8 m (117,4 ft)                                               | 35,8 m (117,4 ft)                                               | 35,8 m (117,4 ft)                                               |
| Sải cánh                               | 29,2 m (95,9 ft)                                            | 29,2 m (95,9 ft)                                            | 29,2 m (95,9 ft)                                            | 29,2 m (95,9 ft)                                                | 29,2 m (95,9 ft)                                                | 29,2 m (95,9 ft)                                                |
| Chiều cao đuôi                         | 10,5 m (34,4 ft)                                            | 10,5 m (34,4 ft)                                            | 10,5 m (34,4 ft)                                            | 10,5 m (34,4 ft)                                                | 10,5 m (34,4 ft)                                                | 10,5 m (34,4 ft)                                                |
| Trọng lượng cất cánh tối đa            | 36.850 kg (81.240 lb)                                       | 38.995 kg (85.969 lb)                                       | 40.200 kg (88.626 lb)                                       | 39.600 kg (87.303 lb)                                           | 40,995 kg (90.378 lb)                                           | 42.800 kg (94.358 lb)                                           |
| Trọng lượng hạ cánh tối đa             | 36.200 kg (79.807 lb)                                       | 36.200 kg (79.807 lb)                                       | 36.200 kg (79.807 lb)                                       | 38.000 kg (83.776 lb)                                           | 38.000 kg (83.776 lb)                                           | 38.000 kg (83.776 lb)                                           |
| Trọng lượng rỗng hoạt động             |                                                             |                                                             |                                                             | 26 tấn (57.000 lb)                                              | 26 tấn (57.000 lb)                                              | 26 tấn (57.000 lb)                                              |
| Tầm bay tối đa                         | 1.530 km (820 nmi)                                          | 2.730 km (1470 nmi)                                         | 3.380 km (1820 nmi)                                         | 1.670 km (900 nmi)                                              | 2.400 km (1,290 nmi)                                            | 3.310 km (1.780 nmi)                                            |
| Tốc độ bay điển hình                   | Mach 0,78 (515 mph, 828 km/h) max. 0,82 (563 mph, 906 km/h) | Mach 0,78 (515 mph, 828 km/h) max. 0,82 (563 mph, 906 km/h) | Mach 0,78 (515 mph, 828 km/h) max. 0,82 (563 mph, 906 km/h) | Mach 0,78 (515 mph, 828 km/h) max. 0,82 (563 mph, 906 km/h)     | Mach 0,78 (515 mph, 828 km/h) max. 0,82 (563 mph, 906 km/h)     | Mach 0,78 (515 mph, 828 km/h) max. 0,82 (563 mph, 906 km/h)     |
| Chiều dài đường cất cánh (MTOW,SL,ISA) | 1.450 m (4.760 ft)                                          | 1.620 m (5.320 ft)                                          | 1.720 m (5.650 ft)                                          | 1.490 m (4.890 ft)                                              | 1.600 m (5.250 ft)                                              | 1.740 m (5.710 ft)                                              |
| Độ dài đường hạ cánh (MLW,Dry)         | 1.430 m (4,700 ft)                                          | 1.430 m (4,700 ft)                                          | 1.430 m (4,700 ft)                                          | 1.480 m (4.860 ft)                                              | 1.480 m (4.860 ft)                                              | 1.480 m (4.860 ft)                                              |
| Chiều cao cabin                        | 2.03 m (80 in)                                              | 2.03 m (80 in)                                              | 2.03 m (80 in)                                              | 2.03 m (80 in)                                                  | 2.03 m (80 in)                                                  | 2.03 m (80 in)                                                  |
| Chiều rộng cabin                       | 2.76 m (108.5 in)                                           | 2.76 m (108.5 in)                                           | 2.76 m (108.5 in)                                           | 2.76 m (108.5 in)                                               | 2.76 m (108.5 in)                                               | 2.76 m (108.5 in)                                               |
| Động cơ đẩy (2x)                       | Pratt & Whitney PW1215G                                     | Pratt & Whitney PW1215G                                     | Pratt & Whitney PW1215G                                     | Pratt & Whitney PW1217G                                         | Pratt & Whitney PW1217G                                         | Pratt & Whitney PW1217G                                         |
| Lực đẩy động cơ                        | 69,3 kN (15.600 lbf) × 2                                    | 69,3 kN (15.600 lbf) × 2                                    | 69,3 kN (15.600 lbf) × 2                                    | 78,2 kN (17,600 lbf) × 2                                        | 78,2 kN (17,600 lbf) × 2                                        | 78,2 kN (17,600 lbf) × 2                                        |